# Бэйджмил, Брюс
Брюс Бэйджмил (англ. Bruce Bagemihl; род. 1962) — канадский специалист в области лингвистики и когнитивистики, биолог. Получил степень доктора философии в области лингвистики и когнистивистики в 1988 году. Преподавал эти науки в Университете Британской Колумбии. Публиковал очерки и научные статьи, которые исследуют области пересечения языка, биологии, пола и сексуальности.
Широкую известность принесла Брюсу Бэйджмилу изданная в 1999 году его книга «Биологическое изобилие: Гомосексуальность животных и естественное многообразие» (англ. Biological Exuberance: Animal Homosexuality and Natural Diversity).
В результате работы, проведённой Брюсом Бэйджмилом и американским биологом-эволюционистом  Джоан Рафгарден, была создана международная выставка в Осло «Против природы?», посвящённая теме гомосексуального поведения среди животных.
После публикации книги «Биологическое изобилие» Брюс Бэйджмил изучает культурные и биологические параллели между сексуальностью и языком.

## «Биологическое изобилие»
В книге «Биологическое изобилие: Гомосексуальность животных и естественное многообразие» (англ. Biological Exuberance: Animal Homosexuality and Natural Diversity) Брюс Бэйджмил описал несколько сотен видов животных с гомосексуальным и бисексуальным поведением, показав, что эти разновидности сексуального поведения являются нормой в природе, и что сексуальное поведение в животном мире не сводится исключительно к размножению.
В статье международного медицинского журнала Journal of the American Medical Association, посвящённой этой книге, отмечено:

 «Хорошая черта науки — если дать ей достаточно времени, она в итоге поправит саму себя. „Биологическое изобилие“ Брюса Бэйджмила иллюстрирует этот процесс самокорректировки, развеивая два распространённых мифа: что размножение — единственная цель сексуального поведения, и что гомосексуальность трудно найти в животном мире».
Отвечая на вопрос о том, «что же действительно принесла книга Бэйджмила», канадский приматолог и эволюционный психолог Пол Вейси (Paul Vasey) отмечает, что она «повысила нашу осведомленность о том, как это происходит в „природе“, то есть у животных, и показала, что это можно изучать всерьёз, научным методом». Газета Chicago Tribune охарактеризовала книгу как «значительную в научной литературе», а Нью-Йоркская публичная библиотека и журнал Publishers Weekly и назвали ее лучшей книгой года.
Эволюционный биолог Пол Харви в рецензии на книгу, опубликованную в журнале Nature, признает масштабность и уникальность труда Бэйджмила по составлению списка животных с гомосексуальным поведением, высказывая при этом критику. Он отмечает, что выводы Бэйджмила о причинах гомосексуального поведении животных, претендующие на революционность, таковыми не являются, а «в действительности…он создает в книге удивительную смесь концепций с диапазоном от непонятных, через неопределенные к необъяснимым». Также Харви отмечает, что «некоторые наиболее часто распространенные эволюционные концепции гомосексуальности либо неправильно поняты, либо неверно представлены в этой книге».
Сексолог Игорь Кон, рассказывая о гомосексуальном поведении животных, упоминает книгу Бэйджмила и отмечает:

 «До тех пор, пока гомосексуальность считалась половым извращением, зоологи старались не замечать сексуальных контактов и отношений между особями одного и того же пола или истолковывали их в „несексуальном“ смысле. … Однако факты гомосексуального поведения в животном мире массовы. Канадский ученый Брюс Бэйджмил, обобщивший эмпирические данные на сей счет (Bagemihl, 1999), нашел, что гомосексуальное поведение присутствует по крайней мере у 450 видов животных, а об остальных мы, возможно, просто не знаем (рецензенты этой книги отмечали добротность её эмпирического материала и одновременно — теоретическую наивность автора). При этом зачастую это не случайные одноразовые контакты, а устойчивые предпочтения и отношения».
Факты, изложенные в книге, были приведены в качестве одного из аргументов в деле «Лоуренс против Техаса» в Верховном суде США, отменившем уголовные преследования за гомосексуальность в 14 штатах этого государства. Крупнейшие научные ассоциации США — психиатрическая и психологическая, выступая в качестве консультантов в судебном процессе (friend of the cour), сослались на эту книгу, утверждая распространённость гомосексуального поведения в широком разнообразии видов животных.
Книга Бэйджмила была также упомянута в 2000 году гей-правозащитной группой против баллотирования начатой в 1992 году законодательной инициативы, предполагающей запрещение изучения гомосексуальности и бисексуальности в учебных заведениях Орегона. Эта законодательная мера не была принята.